# Bergiseli csaták
A bergiseli csaták (szám szerint négy ütközet) 1809. április 12. – november 1. között zajlottak le az ötödik koalíciós háború idején. Az Andreas Hofer tiroli szabadságharcos vezette erők négyszer ütköztek meg a bajor-francia seregekkel Innsbrucktól délre. Ez a 746 m magas dombság, amely Innsbruck Wilten városrészétől délre fekszik, adta a csatateret a tiroli ellenállás elkeseredett harcához.

## Előzmények
A ötödik koalíciós háborút lezáró pozsonyi béke után Tirol a Bajor Királyság uralma alá került. A bajorok számos változtatást vezettek be, figyelmen kívül hagyták az I. (Habsburg) Miksa német-római császár által kiadott Landlibellt, az 1511-es alkotmányt, beleavatkoztak a vallási életbe is. Ismét bevezették a jozefinista egyházreformokat (tilos lett a körmenet, a rózsakoszorú stb.), ezért az egyház is szembeszállt a francia–bajor uralommal  Joachim Haspinger kapucinus atya vezetésével. Az erőszakkal bevezetett, himlő elleni védőoltásnak is ellenálltak, úgy gondolták, hogy isten terve az, hogy ezzel válogatja ki az embereket. A hadkötelesek besorozását is elkezdték Axamsban. 1809 áprilisában egész Tirol a népfelkelés lázában égett, a harcok lángja Innsbruckban gyulladt ki 1809. április 12-én.

## Az első csata (1809. április 12.)
Az első bergiseli csata azzal kezdődött, hogy Innsbruckot, a tartományi központot Martin Teimer százados vezetésével a tiroliak  felszabadították. A bajor csapatok Kinkel tábornok vezetésével kénytelenek voltak megadni magukat. Április 13-án kapitulált Bisson tábornok bajor–francia hadereje, akik a Brenner-hágón érkeztek és Innsbruckot tartották kezükben. Martin Teimer cselből az osztrák vezérkarból egy nyugalmazott tisztjének, Spaur ezredesnek az egyenruhájába öltözött, mintha újra harcolnának Innsbruckért. Egy Lener nevű tolmács segítségével ismertette a kapitulációs feltételeket Wiltennél és közben nyomaték kedvéért, az ágyúkból sortüzet adatott le. Ezzel az energikus fellépéssel elhitette az ellenséggel, hogy az osztrák segédcsapatok már Innsbruckban vannak. Ezek valójában Kufstein északi határán álltak. A 8000 bajor és osztrák katona feltétel nélkül megadta magát.
A kapitulációs szerződésért I. Ferenc császár őrnaggyá nevezte ki Treimert, később megkitüntette a Mária Terézia-renddel, és egy magasabb nemesi fokozatot (a von Wiltau előnevet és grófi címet) adományozott neki.
Áprilisban a császár öccsének, János főhercegnek bizalmi embere, Andreas Hofer a tiroli milícia élén népfelkelést szervezett. A császár János főherceggel együtt reá bízta a franciákkal szembeni ellenállás vezetését.

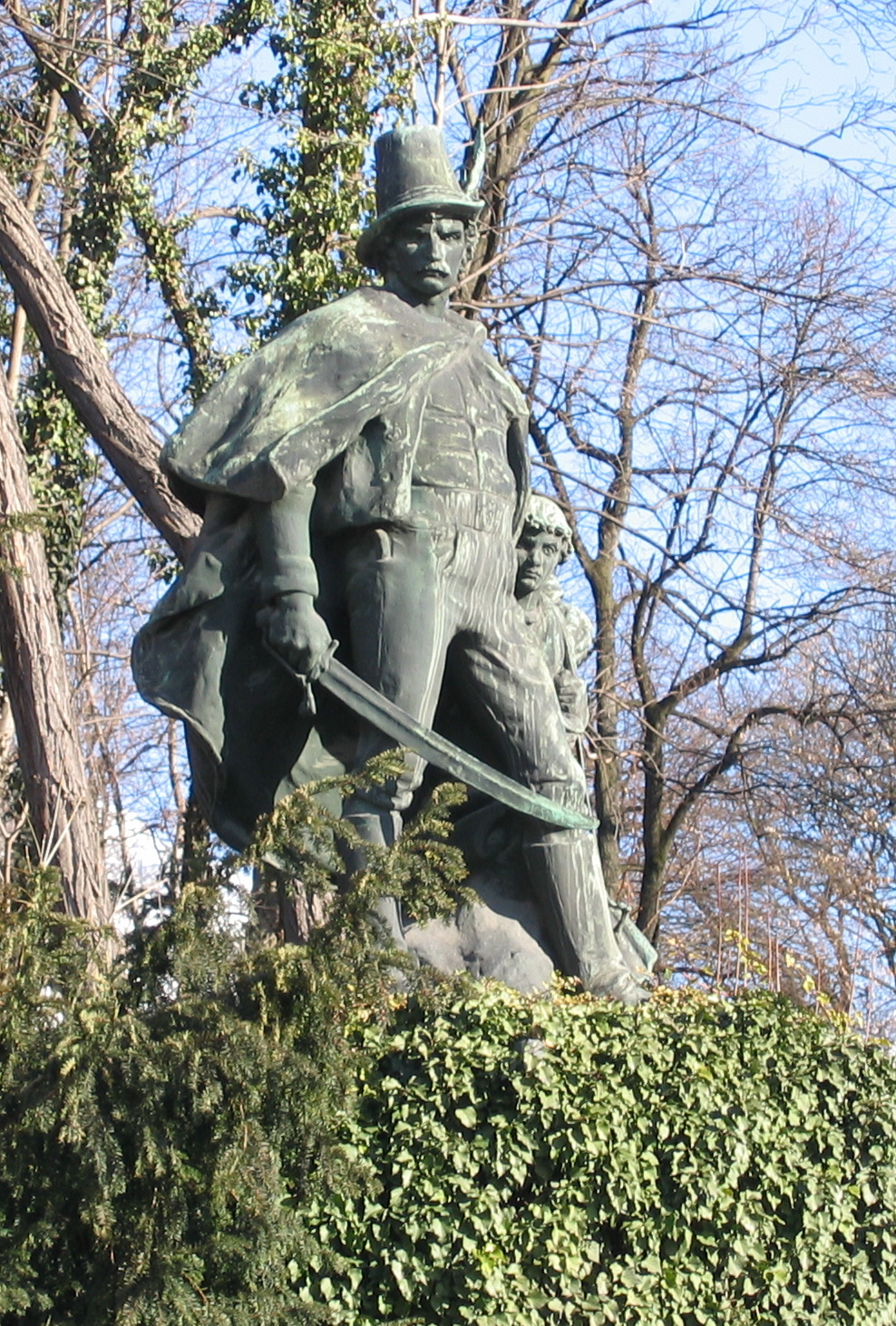
Josef Speckbacher emlékműve

## A második csata (1809. május 29.)
A küzdelmek  május 25–29. között együtt a második bergiseli csatának számítanak. Május 25-én reggel egy erős, 5000 fős paraszthadsereg Matreiben elfoglalta az Innsbruck felé vezető hegyoldalakat. Josef Speckbacher egy 1000 főnyi sereggel indult el az Alsó-Inn-völgyből, parancsnoksága alatt állt további 1200 katona az osztrák gyalogságból és öt ágyú. Bernhard Erasmus von Deroy ötezer fős bajor hadserege széles fronton indult támadásra, de Andreas Hofer pontos haditervet dolgozott ki ellenük.
Az éjszakai  és hajnali eső megakadályozta a döntést. A bajorok a völgyekben, a tiroliak a hegyek lejtőin álltak. A védők vezetőinek: Hofernek, Haspingernek és Speckbachernek nehezen sikerült a védőket a Bergiselben tartani. A parasztok gyorsan győzni akartak, aztán hazamenni. Később azonban megérkezett Tirolba a hír, hogy Napóleon Bécs közelében, az asperni csatában vereséget szenvedett Károly főherceg csapataitól. Ez volt az oka annak, hogy a védők teljes mértékben bíztak győzelmükben, és május 29-én reggel támadást indítottak. A bajor csapatok nagy veszteségeket szenvedtek, és kénytelen voltak visszavonulni a Unterinntalba.
Andreas Hofert május 30-án Innsbruckba hívták. Egy régi legenda szerint Hofernek megjelent egy öreg ember, aki azt tanácsolta, hogy május 29-én reggel támadják meg a bajorokat, és a támadást maga a „Sandwirt” vezesse, és akkor bizonyosan a tiroliak fognak győzni. Hofernek az volt a meggyőződése, hogy ez egy angyal lehetett álruhában.
Az elvesztett asperni csata után a francia császár csapatai Wagramnál visszavágtak az osztrákoknak. 1809. július 11-én Károly főherceg utóhadai megütköztek Marmont marsall francia csapataival, vereséget szenvedtek. A csatát a znaimi (ma: Znojmo) fegyverszünet követte.

## A harmadik csata (1809. augusztus 13)
Július második felében Napóleon parancsára 25 000 fős francia hadsereg vonult be Tirolba, de a Lienzi-hágónál, majd a Ehrensberger-hágónál, Reutténél, és a Pontlatzer hídnál, Landeck és Prutz között, és az Eisack folyó szurdokvölgyében Sterzing (Vipiteno) és Brixen (Bressanone) között jelentős veszteségeket szenvedett.
A döntő csatát augusztus 13-án vívták. 15 000 bajor, szász és a francia katona Lefebvre francia marsall vezetésével állt szemben egy hasonlóan nagy tiroli sereggel, amelyet Andreas Hofer vezetett. Peter Mayr vezetésével dél- és észak-tiroli alakulatok képezték a tiroli véderő centrumát. Lefebvre marsall egy nap várakozás után semmi mást nem tett, csak visszavonult augusztus 15-én az Asó-Inn-völgybe.
Andreas Hofert a tiroli tartomány legfelső parancsnokaként a császári palotába rendelték.
1809 októberében Schönbrunnban aláírták a békeszerződést, és Ferenc császár parancsára a császári csapatok végleges kivonásra kerültek Tirolból.

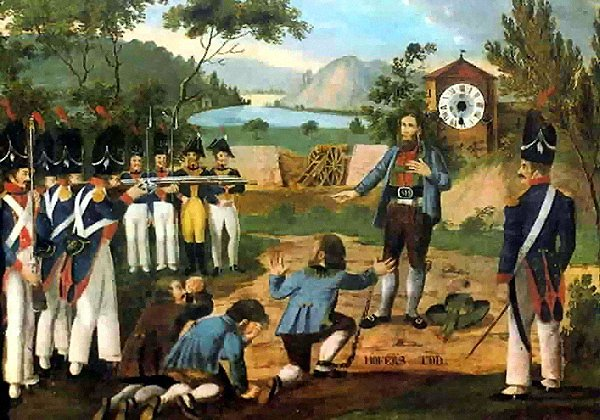
Andreas Hofer kivégzése

## A negyedik csata (1809. november 1.)
Még azon a napon, amikor a békeszerződést aláírták, Napóleon kiadta a parancsot Tirol elfoglalására. Október közepén bajor csapatok érkeztek Tirol megszállására, és már 24-én Innsbruck alatt álltak. Hofer ekkor már elhagyta a tartományi fővárost, és tétovázott egy újabb támadás megindításával.
Kisebb csatározások után a bajorok november 1-jén korán reggel megrohamozták Bergiselt, és azt követő közel két órás csatában a tiroliak végső vereséget szenvedtek.
Kisebb egyéni sikerek után november közepén, Meran és a St. Leonhard elestét sem tudták megakadályozni. Andreas Hofert elárulták a franciáknak, akik 1810. január 28-án elfogták és 1810. február 20-án Mantuában kivégezték.

## Következmények
Tirol és az olasz részek a francia (napóleoni) Illír tartományok részei lettek egészen 1813–1814-ig, amikor a francia császár seregeit visszaverték, és a terület ismét Ausztriához került.

## Fordítás
- Ez a szócikk részben vagy egészben  a   Schlacht am Bergisel című német Wikipédia-szócikk fordításán alapul.  Az eredeti cikk szerkesztőit annak laptörténete sorolja fel. Ez a jelzés csupán a megfogalmazás eredetét és a szerzői jogokat jelzi, nem szolgál a cikkben szereplő információk forrásmegjelöléseként.